# Brglez
Brglez – wieś w Słowenii, w gminie Litija. W 2018 roku liczyła 16 mieszkańców.